# Shabbetai Donnolo
Shabbetai Donnolo (en hebreu: שבתי דונולו) va néixer l'any 913 a Oria, Itàlia. Va ser capturat per pirates sarraïns a l'edat de 12 anys, i va ser rescatat pels seus familiars, va passar la resta de la seva vida al sud d'Itàlia. Donnolo va estudiar medicina, farmacologia, astronomia i astrologia. Era bon coneixedor del Talmud i coneixia l'hebreu, l'arameu, l'italià, el grec, i el llatí. Donnolo va ser possiblement la primera persona que va escriure sobre medicina en l'Europa cristiana. La seva obra, el Séfer ha-Mirkachot, en català: el "Llibre dels Remeis", també conegut com a Séfer ha-Yakar, és un resum dels seus 40 anys d'experiència mèdica. L'obra incloïa més de 100 remeis amb instruccions específiques per preparar els compostos. Sembla que no estava familiaritzat amb la medicina àrab, ja que no fa esment d'ella en el seu llibre. La seva reputació com a metge va quedar amagada pels seus escrits cosmològics, el més important dels quals és el Séfer Hakhmoni. La farmacologia i la medicina al segle x estaven molt unides amb l'astrologia i la cosmologia. Donnolo tenia la idea d'un Univers divinament creat, amb l'home fet a la imatge de Déu. Donnolo va escriure en hebreu. Va morir l'any 982, va ser respectat i honrat, per les seves contribucions a la medicina.